# Mesocolon
El mesocolon es una membrana de peritoneo que fija el colon a la pared posterior del abdomen. El colon esta fijado a la pared abdominal por dos mesos; el mesocolon transverso, mesocolon sigmoide, y el mesoapendice.

## Mesocolon transverso
El colon transverso esta unido a la pared abdominal posterior por el mesocolon transverso. Este divide topográficamente la cavidad abdominal en dos pisos; superior e inferior.

El meso colon transverso presenta para su estudio 2 bordes (parietal, visceral) y 2 caras (superior e inferior). El borde Parietal o raíz se dispone transversalmente, oblicuo de derecha a izquierda y de abajo arriba.
Comienza en la extremidad inferior de la cara anterior del riñón derecho, cruza la cara anterior de la segunda porción del duodeno, luego la cara anterior de la cabeza del páncreas, sigue el borde inferior del cuerpo del páncreas y termina en la cara anterior del riñón izquierdo cerca de su extremidad superior.
El borde visceral esta en contacto con el colon transverso y se relaciona con el arco vascular de Riolano.
La cara superior se relaciona con las transcavidad de los epiplones. Y su cara inferior cubre la parte inferior del páncreas, duodeno y asas intestinales.

## Mesocolon sigmoide
El mesocolon sigmoide o ilio-pelvico, se extiende desde el colon sigmoide  hasta la pared abdominopelviana posterior. Este meso aloja las arterias sigmoideas, vasos linfáticos y el segmento terminal de la arteria mesenterica inferior.

## Mesoapendice
Mesoapendice, se extiende desde el extremo inferior de la raíz del mesenterio hasta el apéndice, este aloja la arteria apendicular rama de la arteria mesenterica superior.